# Llanquihue
Llanquihue est une ville et une commune du Chili située dans la province de Llanquihue, dans la région des Lacs.

## Géographie
Llanquihue est située sur les rives du lac Llanquihue (870 km2) non loin du volcan Osorno. La commune se trouve à 1 008 kilomètres à vol d'oiseau au sud de la capitale Santiago et à 77 kilomètres au nord de Puerto Montt capitale de la Région des Lacs.

## Histoire
Le 19 juin 1968 le Gouvernement promulgue la loi qui donne naissance à la Comuna de Llanquihue. Le Congrès National approuve le Projet de loi, qui en son premier article dispose: Créase la Comuna de Llanquihue en el departamento de Puerto Varas, provincia de Llanquihue, la cabeza será el pueblo de Llanquihue.
Cependant, depuis le mois de septembre 1954, le Club de los Veinte de Llanquihue lutte devant le Congrès National pour obtenir la formation de la commune de Llanquihue. Le projet ne bouge pas malgré de nombreuses occasions, et après de longs débats, le Gouvernement décide, 14 ans après la naissance de la commune de Llanquihue.
Selon des arguments venant du Congres National, le sénateur Julio Von Mulenbrück, les raisons de la volonté de formation de la commune étaient la nécessité de développer le tourisme dans la région.

## Démographie
En 2012, la population de la commune s'élevait à 16 520 habitants. La superficie de la commune est de 421 km2 (densité de 56 hab./km2)

Position de Llanquihue (en rouge) au sein de la Région des Lacs.